# 阿卡迪亞 (印地安納州)
阿卡迪亞（英語：Arcadia）是一個位於美國印地安納州漢密爾頓縣的城鎮。

## 人口
根據2010年美國人口普查的數據，阿卡迪亞的面積為1.43平方千米，當中陸地面積為1.43平方千米，而水域面積為0.00平方千米。當地共有人口1666人，而人口密度為每平方千米1,165人。